# Monument Barcelona a l'Argentina
El monument Barcelona a l'Argentina és una escultura situada a l'avinguda de la República Argentina, davant dels jardins Manuel Blancafort, de Barcelona. Obra realitzada el 1960 per l'escultor Josep Viladomat, amb motiu del 150è aniversari de la independència de la República Argentina. Per algun motiu la inauguració no va tenir lloc fins al 25 de maig de 1962, dia en que es commemora la independència d'Argentina.
Es tracta del bust de bronze del general José de San Martín, militar argentí protagonista de la independència de la República d'Argentina, sobre un pedestal de granit vermell amb les inscripcions: 'Gral. San Martín' i 'Barcelona a la Argentina'.